# Breaking Habits
Breaking Habits – debiutancki album studyjny polskiego zespołu muzycznego Meller Gołyźniak Duda. Wydawnictwo ukazało się 18 listopada 2016 roku nakładem wytwórni muzycznej Rock-Serwis. Nagrania zostały zarejestrowane w lutym 2015 roku w RecPublica Studios w Łubrzy oraz Serakos Studio w Warszawie. Oprawę graficzną płyty wykonał Jarosław Kubicki, który współpracował poprzednio m.in. z zespołami Artrosis, Aion i Vesania.
Album zadebiutował na 25. miejscu polskiej listy przebojów – OLiS.

## Lista utworów
Opracowano na podstawie materiału źródłowego. 
| Nr | Tytuł utworu       | Długość |
| -- | ------------------ | ------- |
| 1. | „Birds of Prey”    | 5:19    |
| 2. | „Feet on the Desk” | 5:45    |
| 3. | „Shapeshifter”     | 3:30    |
| 4. | „Breaking Habits”  | 5:41    |
| 5. | „Against the Tide” | 4:25    |
| 6. | „Tattoo”           | 4:15    |
| 7. | „Floating Over”    | 9:52    |
| 8. | „Into the Wild”    | 4:44    |
|    |                    | 43:31   |